# Kendall Francois
Kendall Francois (Poughkeepsie, New York, 1971. július 26. – 2014. szeptember 11.) afroamerikai sorozatgyilkos, 1996 és 1998 között nyolc nő meggyilkolásáért ítélték el. Az ítéletmeghozatal alatt és után Francois-t az atticai javítóintézetben helyezték el, egészen addig, amíg nem sokkal halálát megelőzően átvitték a Wende korrekciós intézménybe. A 2000. évi tárgyalás során kiderült, hogy 1995-ben pozitív HIV-tesztje volt, ám ezt nem hozták összefüggésbe a halálával.
2000 augusztusában Francois-ot tényleges életfogytiglani börtönbüntetésre ítélték, feltételes szabadlábra helyezés esélye nélkül. Az atticai korrekciós intézetbe szállították, ahonnan csak röviddel halála előtt szállították el.
2014. szeptember 11-én a Wende korrekciós intézetben hunyt el 43 évesen. A halál hivatalos oka "nyilvánvaló természetes ok" volt. Egy olyan nő szerint, aki a börtönben levelezett Francois-val, rákos volt.

## Áldozatok
| Név                  | Kor | Halál dátuma         |
| -------------------- | --- | -------------------- |
| Wendy Meyers         | 30  | kb. 1996. október    |
| Gina Barone          | 29  | kb. 1996. november   |
| Catherine Marsh      | 31  | kb. 1996. november   |
| Kathleen Hurley      | 47  | kb. 1997. január     |
| Mary Healey Giaccone | 29  | kb. 1997. február    |
| Michelle Eason       | 27  | kb. 1997. szeptember |
| Sandra Jean French   | 51  | kb. 1998. június     |
| Catina Newmaster     | 25  | kb. 1998. augusztus  |

## Fordítás
- Ez a szócikk részben vagy egészben  a   Kendall Francois című angol Wikipédia-szócikk ezen változatának fordításán alapul.  Az eredeti cikk szerkesztőit annak laptörténete sorolja fel. Ez a jelzés csupán a megfogalmazás eredetét és a szerzői jogokat jelzi, nem szolgál a cikkben szereplő információk forrásmegjelöléseként.